# Banco de Portugal
Banco de Portugal – bank centralny Portugalii z siedzibą w Lizbonie założony 19 listopada 1846 roku. Członek Europejskiego Systemu Banków Centralnych.
Od 1932 roku przy Banku Portugalii działa biblioteka, której zbiory liczą 65 000 monografii, 2000 tytułów czasopism, starodruki wydane zarówno w Portugalii, jak i zagranicą z okresu pomiędzy XV a XVIII wiekiem, sprawozdania finansowe i księgi rachunkowe różnych firm krajowych i zagranicznych począwszy od XIX wieku do współczesności .
23 listopada 1946 roku Bank Portugalii został odznaczony Krzyżem Wielkim Orderu Wojskowego Chrystusa 

## Historia
Bank Portugalii powstał jako spółka akcyjna będąca bankiem emisyjnym i komercyjnym w wyniku połączenia Banco de Lisboa z firmą inwestycyjną Companhia Confiança Nacional specjalizującą się w finansowaniu długu publicznego, przeprowadzonego na mocy dekretu królewskiego wydanego 19 listopada 1846 roku przez Marię II  .
Do 1887 roku do emitowania portugalskich banknotów miały prawo również inne instytucje. W tym roku wprowadzono nowe prawo rozpoczynające reformę obsługi długu publicznego . Zgodnie z nim na czele banku emisyjnego miał stać gubernator powoływany przez rząd, jednak bank nadal pozostawał prywatną spółką akcyjną. Ostatecznie na mocy dekretu z 1891 roku Bank Portugalii otrzymał wyłączne prawo do emitowania banknotów na terenie kontynentalnej Portugalii oraz Madery i Azorów  
Po obaleniu monarchii kilkakrotnie zmieniano zakresy uprawnień Banku Portugalii, jednak dopiero przeprowadzenie nacjonalizacji banku we wrześniu 1974 roku umożliwiło pełne zredefiniowanie jego roli. Ustawa organiczna z 15 listopada 1975 roku nadała mu status banku centralnego i po raz pierwszy nadała uprawnienia nadzoru systemu bankowego  . Przepisy te zostały potwierdzone w Konstytucji z 1976 roku.
Kolejne zmiany reorganizujące Bank Portugalii nastąpiły w latach 90. XX wieku w związku z udziałem Portugalii w tworzeniu unii gospodarczej i walutowej oraz wprowadzeniem euro .

## Gubernatorzy
Od 1887 roku na czele banku stoi gubernator (Governador) powoływany przez rząd. Dotychczas funkcję tę pełnili :
1. António Augusto Pereira de Miranda (1887–1891)
2. Pedro Augusto de Carvalho (1891–1894)
3. Júlio Marques de Vilhena (1895–1907)
4. José Adolfo de Melo e Sousa (1907–1910)
5. Inocêncio Joaquim Camacho Rodrigues (1911–1936)
6. Rafael da Silva Neves Duque (1957–1963)
7. Manuel Jacinto Nunes (interim) (1963–1966)
8. António Manuel Pinto Barbosa(inne języki) (1966–1974)
9. Manuel Jacinto Nunes(inne języki) (1974–1975)
10. José da Silva Lopes(inne języki) (1975–1980)
11. Manuel Jacinto Nunes(inne języki) (1980–1985)
12. Vítor Manuel Ribeiro Constâncio (1985–1986)
13. José Alberto de Vasconcelos Tavares Moreira (1986–1992)
14. Luís Miguel Couceiro Pizarro Beleza (1992–1994)
15. António José Fernandes de Sousa(inne języki) (1994–2000)
16. Vítor Manuel Ribeiro Constâncio (2000–2010)
17. Carlos da Silva Costa(inne języki) (2010–2020)
18. Mário Centeno (od 2020)